# DHL–Author
Bank BGŻ Team, dawniej DHL-Author – polska zawodowa grupa kolarska istniejąca w latach 2000–2013. Po dziesięciu sezonach istnienia z finansowania grupy zrezygnował sponsor tytularny DHL. Nowym głównym sponsorem i właścicielem został Bank BGŻ.

## Nazwa grupy w poszczególnych latach
| lata      | nazwa         |
| --------- | ------------- |
| 2000–2001 | Servisco      |
| 2002–2003 | Servisco-Koop |
| 2004–2010 | DHL-Author    |
| 2011–2013 | Bank BGŻ      |

## Historia

### Sezon 2013

#### Skład
| Imię i nazwisko   | Data urodzenia | Narodowość |
| Dariusz Batek     | 27.04.1986     | Polska     |
| Łukasz Bodnar     | 10.05.1982     | Polska     |
| Paweł Brylowski   | 29.06.1989     | Polska     |
| Mieszko Bulik     | 19.07.1990     | Polska     |
| Paweł Cieślik     | 12.04.1986     | Polska     |
| Konrad Czajkowski | 11.02.1988     | Polska     |
| Błażej Janiaczyk  | 27.01.1983     | Polska     |
| Patryk Komisarek  | 03.03.1993     | Polska     |
| Mateusz Nowaczek  | 13.03.1991     | Polska     |
| Michał Podlaski   | 13.06.1988     | Polska     |
| Tomasz Smoleń     | 03.02.1983     | Polska     |
| Adam Stachowiak   | 10.07.1989     | Polska     |
| Adrian Tekliński  | 03.11.1989     | Polska     |
| Mariusz Witecki   | 10.05.1981     | Polska     |

| Imię i nazwisko       | funkcja            | Narodowość |
| Zbigniew Szczepkowski | menedżer           | Polska     |
| Szymon Krotosz        | asystent menedżera | Polska     |
| Łukasz Dudała         | asystent menedżera | Polska     |
| Zbigniew Broszczak    | masażysta          | Polska     |
| Krzysztof Kula        | mechanik           | Polska     |

### Sezon 2012

#### Skład
| Imię i nazwisko    | Data urodzenia | Narodowość |
| Łukasz Bodnar      | 10.05.1982     | Polska     |
| Paweł Brylowski    | 29.06.1989     | Polska     |
| Paweł Cieślik      | 12.04.1986     | Polska     |
| Konrad Czajkowski  | 11.02.1988     | Polska     |
| Błażej Janiaczyk   | 27.01.1983     | Polska     |
| Krzysztof Jeżowski | 30.08.1975     | Polska     |
| Michał Podlaski    | 13.06.1988     | Polska     |
| Tomasz Smoleń      | 03.02.1983     | Polska     |
| Adam Stachowiak    | 10.07.1989     | Polska     |
| Piotr Sztobryn     | 31.03.1989     | Polska     |
| Mariusz Witecki    | 10.05.1981     | Polska     |

| Imię i nazwisko       | funkcja  | Narodowość |
| Zbigniew Szczepkowski | menedżer | Polska     |
| Szymon Krotosz        | menedżer | Polska     |

#### Sukcesy
- 1. miejsce, Memoriał Andrzeja Trochanowskiego: Tomasz Smoleń
- 1. miejsce, kryterium Szlakiem Grodów Piastowskich: Łukasz Bodnar
- 1. miejsce, 2. etap Małopolski Wyścig Górski: Paweł Cieślik
- 1. miejsce, 7. etap Bałtyk-Karkonosze Tour: Paweł Cieślik
- 1. miejsce, 5. etap Okolo Slovenska: Tomasz Smoleń
- 1. miejsce, klasyfikacja generalna Memoriał Józefa Grundmana: Mariusz Witecki

### Sezon 2011

#### Skład
| Imię i nazwisko    | Data urodzenia | Narodowość |
| Paweł Cieślik      | 12.04.1986     | Polska     |
| Konrad Czajkowski  | 11.02.1988     | Polska     |
| Artur Detko        | 18.02.1983     | Polska     |
| Krzysztof Jeżowski | 30.08.1975     | Polska     |
| Piotr Kieblesz     | 29.03.1989     | Polska     |
| Tomasz Lisowicz    | 23.02.1977     | Polska     |
| Jarosław Rębiewski | 27.02.1974     | Polska     |
| Radosław Romanik   | 16.01.1967     | Polska     |
| Patrick Schubert   | 21.03.1984     | Niemcy     |
| Radosław Świątek   | 13.02.1991     | Polska     |
| Paweł Sztobryn     | 31.03.1989     | Polska     |
| Piotr Sztobryn     | 31.03.1989     | Polska     |
| Marcin Urbanowski  | 04.11.1988     | Polska     |

| Imię i nazwisko       | funkcja  | Narodowość |
| Zbigniew Szczepkowski | menedżer | Polska     |
| Grażyna Danielewicz   | menedżer | Polska     |

#### Sukcesy
- 1. miejsce, 5. etap Wyścig Szlakiem Bursztynowym: Krzysztof Jeżowski
- 1. miejsce, 3. etap Bałtyk-Karkonosze Tour: Krzysztof Jeżowski
- 1. miejsce, 6. etap Bałtyk-Karkonosze Tour: Artur Detko
- 1. miejsce, 4. etap Okolo Slovenska: Paweł Cieślik
- 1. miejsce, klasyfikacja generalna Tour de Rybnik: Jarosław Rębiewski

### Sezon 2009

#### Skład
| Imię i nazwisko       | Narodowość |
| Dariusz Baranowski    | Polska     |
| Aleksander Bartłomiej | Polska     |
| Artur Detko           | Polska     |
| Wojciech Halejak      | Polska     |
| Mateusz Komar         | Polska     |
| Piotr Krysman         | Polska     |
| Robert Radosz         | Polska     |
| Radosław Rudnicki     | Polska     |
| Marek Rutkiewicz      | Polska     |
| Damian Walczak        | Polska     |

| Imię i nazwisko       | funkcja           | Narodowość |
| Zbigniew Szczepkowski | dyrektor sportowy | Polska     |
| Marian Więckowski     | dyrektor sportowy | Polska     |
| Zbigniew Broszczak    | masażysta         | Polska     |
| Szymon Krotosz        | masażysta         | Polska     |
| Krzysztof Kula        | mechanik          | Polska     |
| Grażyna Danielewicz   | kierownik biura   | Polska     |

### Sezon 2008

#### Skład
| Imię i nazwisko       | Narodowość |
| Dariusz Baranowski    | Polska     |
| Aleksander Bartłomiej | Polska     |
| Łukasz Bodnar         | Polska     |
| Daniel Czajkowski     | Polska     |
| Artur Detko           | Polska     |
| Wojciech Halejak      | Polska     |
| Andrzej Kaiser        | Polska     |
| Mateusz Komar         | Polska     |
| Leszek Krakowski      | Polska     |
| Radosław Romanik      | Polska     |
| Marcin Sapa           | Polska     |
| Paweł Wiendlocha      | Polska     |
| Piotr Zaradny         | Polska     |

| Imię i nazwisko       | funkcja           | Narodowość |
| Zbigniew Szczepkowski | dyrektor sportowy | Polska     |
| Marian Więckowski     | dyrektor sportowy | Polska     |
| Zbigniew Broszczak    | masażysta         | Polska     |
| Szymon Krotosz        | masażysta         | Polska     |
| Krzysztof Kula        | mechanik          | Polska     |

### Sezon 2007

#### Skład
| Imię i nazwisko       | Narodowość |
| Aleksander Bartłomiej | Polska     |
| Roman Broniš          | Czechy     |
| Krzysztof Ciesielski  | Polska     |
| Daniel Czajkowski     | Polska     |
| Rafał Frohlich        | Polska     |
| Andrzej Kaiser        | Polska     |
| Mateusz Komar         | Polska     |
| Damian Krakowski      | Polska     |
| Leszek Krakowski      | Polska     |
| Radosław Romanik      | Polska     |
| Marcin Sapa           | Polska     |
| Kazimierz Stafiej     | Polska     |
| Michał Urtnowski      | Polska     |
| Alan Wawrzyński       | Polska     |
| Paweł Wiendlocha      | Polska     |
| Piotr Zaradny         | Polska     |

| Imię i nazwisko       | funkcja           | Narodowość |
| Zbigniew Szczepkowski | dyrektor sportowy | Polska     |
| Marian Więckowski     | dyrektor sportowy | Polska     |
| Zbigniew Broszczak    | masażysta         | Polska     |
| Szymon Krotosz        | masażysta         | Polska     |
| Krzysztof Kula        | mechanik          | Polska     |

### Sezon 2006

#### Skład
| Imię i nazwisko       | Narodowość |
| Krzysztof Ciesielski  | Polska     |
| Daniel Czajkowski     | Polska     |
| Bartłomiej Fidelius   | Polska     |
| Marcin Gębka          | Polska     |
| Marek Miśkiewicz      | Polska     |
| Robert Radosz         | Polska     |
| Ireneusz Sieczkowski  | Polska     |
| Dariusz Skoczylas     | Polska     |
| Marcin Sobczak        | Polska     |
| Kazimierz Stafiej     | Polska     |
| Michał Urtnowski      | Polska     |
| Alan Wawrzyński       | Polska     |
| Paweł Zugaj           | Polska     |
| Grzegorz Żołędziowski | Polska     |
| Dawid Ździebłko       | Polska     |

| Imię i nazwisko       | funkcja           | Narodowość |
| Zbigniew Szczepkowski | dyrektor sportowy | Polska     |
| Marian Więckowski     | dyrektor sportowy | Polska     |
| Zbigniew Broszczak    | masażysta         | Polska     |
| Szymon Krotosz        | masażysta         | Polska     |
| Krzysztof Kula        | mechanik          | Polska     |